# Savvas Kamperidīs
Savvas Kamperidīs (in greco Σάββας Καμπερίδης?; Salonicco, 10 agosto 1978) è un allenatore di pallacanestro ed ex cestista greco.